# Darmstadt (Indiana)
Darmstadt es un pueblo ubicado en el condado de Vanderburgh en el estado estadounidense de Indiana. En el Censo de 2010 tenía una población de 1.407 habitantes y una densidad de población de 118,74 personas por km².

## Geografía
Darmstadt se encuentra ubicado en las coordenadas 38°5′28″N 87°34′37″O / 38.09111, -87.57694. Según la Oficina del Censo de los Estados Unidos, Darmstadt tiene una superficie total de 11,85 km², de la cual 11,7 km² corresponden a tierra firme y (1,29%) 0,15 km² es agua.

## Demografía
Según el censo de 2010, había 1.407 personas residiendo en Darmstadt. La densidad de población era de 118,74 hab./km². Los 1.407 habitantes de Darmstadt se distribuían de la siguiente manera: el 97,51% eran blancos, el 0,57% eran afroamericanos, el 0% eran amerindios, el 0,78% eran asiáticos, el 0.07% eran isleños del Pacífico, el 0,28% eran de otras razas y el 0,78% pertenecían a dos o más razas. Del total de la población el 0,64% eran hispanos o latinos de cualquier raza.